# 新白島駅
新白島駅（しんはくしまえき）は、広島県広島市中区西白島町にある、西日本旅客鉄道（JR西日本）・広島高速交通の駅である。

## 概要

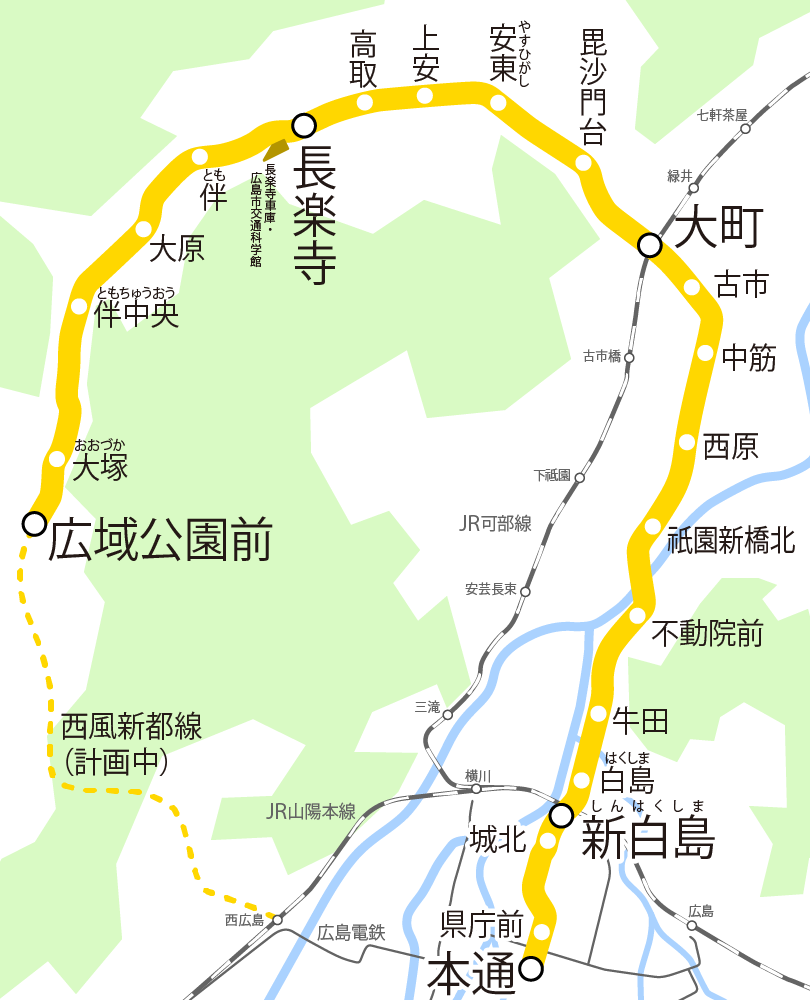
アストラムラインの路線図。2015年3月14日にJR山陽本線との乗換駅となる新白島駅が開業。

2015年（平成27年）3月14日に、JR西日本の山陽本線と、広島高速交通の広島新交通1号線（アストラムライン）が交わる場所に開設された駅で、両路線の乗換駅となっている。山陽本線の駅は快速「シティライナー」を除く山陽本線・可部線の全列車が停車する。駅番号はJRのみ制定されており、山陽本線がJR-R02、可部線がJR-B02。
乗り入れ路線
-  JR山陽本線（広島方面 - 西広島・宮島口・岩国方面）
-  JR可部線（広島 - 下祗園・緑井・可部・あき亀山方面）
- ■ アストラムライン（本通・県庁前方面 - 中筋・長楽寺・広域公園前方面）

建設費用はJR側が約20億円、アストラムライン側が約32億円、連絡通路・周辺整備が約13億円となっている。JR西日本は新駅をつくる際、地元がほぼ全額負担するのが慣例だが、当駅はJRが総事業費20億円中約2億円を負担している。
広島市は需要予測を1日に、JR西日本が約2万人、アストラムラインが約1万人、両駅の相互利用を約8千人としている。
なお、JR側の認可書類での住所は山陽本線の線路がある広島市中区白島北町1、アストラムライン側では駅舎予定地である場所の住所は広島市中区西白島町5となっていて町の境界線を跨っている状態だったが、2014年10月10日の駅名決定発表では共に西白島町の住所が与えられており町境を跨っている状態は解消された。JR西日本が広島市中区に駅を設けるのは初めてである。

### 建設の経緯
JRとアストラムラインの交点に駅を作る計画は、アストラムラインの建設前に路線や駅位置を検討する新交通システム技術委員会でも議論されたが、多くの問題が挙がり最終的に見送られ、1994年（平成6年）8月20日のアストラムライン開業時から乗り換え駅がない状態が続いていた。しかし建設希望の意見も根強く、2003年（平成15年）11月に、JR西日本、広島高速交通、国土交通省中国地方整備局、国土交通省中国運輸局および広島市の5者による「JR白島新駅設置検討協議会」が設置され、検討が再開された。その後、2009年時点では国土交通省も事業に前向きであったが、財務省の理解が得られておらず、結局は未着工のまま で続いていたが、後に建設が決まり2013年（平成25年）1月8日に着工に至った。
着工への転機は、2010年（平成22年）2月に広島市が白島新駅の新設の方針を発表、2012年（平成24年）度中の認可、2014年（平成26年）春の開業を目指すとしたことに始まる。
2012年（平成24年）3月8日にはJR西日本が国土交通省中国運輸局に対し、新駅設置に伴う鉄道事業法に基づく事業基本計画の変更認可申請を行い、同年3月29日にその認可が下りている。後に諸事情により開業予定は2015年（平成27年）春へと延期。最終的にJR・アストラムライン共に開業日を2015年3月14日に設定した。
JR西日本は、駅設置認可資料では「白島駅」（はくしまえき）を届け出上の駅名としており、整備主体となる広島市では「白島新駅」（はくしましんえき）の仮称を用いていたが、2014年10月10日にJR西日本・広島高速交通の連名で正式名称「新白島駅」が発表された。

## 歴史
- 2003年（平成15年）11月：国土交通省中国地方整備局、国土交通省中国運輸局、広島市、西日本旅客鉄道、広島高速交通で構成するJR白島新駅設置検討協議会を設置[6]。
- 2010年（平成22年）
  - 4月25日・26日：広島市が白島小学校で新駅設置に関する地元説明会を開催[16]。
  - 6月18日：広島市が白島新駅設計者選定競技選考委員会を設置[17]。
  - 11月3日：広島市が7月15日から公募した白島新駅設計者選定競技の結果、意匠設計をシーラカンスアンドアソシエイツが、詳細設計をパシフィックコンサルタンツが手がけることを発表[18]。
- 2012年（平成24年）
  - 2月17日：広島市は白島新駅の連絡通路を簡素化し、工事費を約6億円削減することを市議会総括質問で明らかにした[6]。追加の地盤工事が必要となり、さらに国から排煙対策の不十分さを指摘され総事業費が膨らみ、その抑制に迫られたため[19]。同時に開業予定が2015年（平成27年）春と繰り延べられた[20]。
  - 3月8日：JR西日本が、新駅設置について中国運輸局長に鉄道事業法に基づく事業基本計画の変更認可申請[5]。
  - 3月29日：国土交通省中国運輸局が山陽線 広島・横川駅間の新駅「白島駅」設置を認可[13]。
  - 12月22日：広島市が安田学園の講堂で住民説明会を行った[21]。
- 2013年（平成25年）1月8日：建設着工[21][22]
- 2014年（平成26年）
  - 10月10日：駅名が「新白島駅」となることが発表された[7][8]。
  - 12月19日：広島市、JR西日本、広島高速交通がそれぞれ駅開業日がJRダイヤ改正同日となる2015年3月14日と発表[14][15][23]。JR西日本は2015年3月ダイヤ改正内容に含めて発表した。
- 2015年（平成27年）3月14日：新白島駅が開業[1][2]。開業当初からJR駅にはみどりの窓口が設置される。
- 2022年（令和4年）
  - 2月28日：みどりの窓口の営業を終了[24]。
  - 3月1日：みどりの券売機プラス稼働開始[24]。

## 駅構造

JR・アストラムライン駅を連絡する連絡通路

JR山陽本線とアストラムラインの交差する位置にJRの駅が、その南側にアストラムラインの駅が位置する。地形上の関係（後述）からアストラムラインの駅は交差位置からおよそ120m（両駅のホーム間の距離）離れており、それを駅間68.7mの連絡通路でつなぐ。
山陽本線の南側にアストラムラインと平行する国道54号の歩道と駅とを繋ぐ歩道橋が設けられ、これが東西間の連絡通路となる。連絡通路のJR南口駅舎近くには公衆トイレが設置され、JR側南口にタクシー、自家用車の乗降場が設けられる。広島市営駐輪場が連絡通路の東西、JR北口駅舎の北に設置され、その内でJR南口駅舎に近い東側の駐輪場が構内最大規模となる。
建設工事の入札不調のため、駅開業時点では連絡通路の屋根の建設が遅れており、広島市は2015年夏頃の完成を見込んでいた が、長らく骨組みのままの状態が続いた。工期が2015年11月13日まで延長された後の10月13日には建設用資材がアストラムライン軌道上に落下する事故も起こった。

### JR西日本
JR側は構造上は地上駅に分類されるが、この近辺の山陽本線は盛土上を走っており、ホーム等は地上よりも高い位置にあるため広義の高架駅（盛土駅）にも該当する。北口駅舎は地上階に駅舎、ホームは上の階にあるという2階建てとなっており、南口駅舎は山陽本線に沿って駅舎とホームがある1階建て となっている。
有効長165 m（8両編成対応）の相対式ホーム2面2線が設けられている。ホームには6両分の旅客上屋が設けられる。敷地の関係から両ホームは約100 mずらした位置に設置されているほか、改札内でホーム間の行き来はできない。南口駅舎と北口駅舎間の行き来は既設の国道歩道トンネルを使うことになる。
ICOCA利用可能駅。広島シティネットワークに属し、JRの特定都区市内制度における「広島市内」エリア（）の駅である。
JR西日本中国交通サービスによる業務委託駅。南口駅舎にはみどりの券売機プラスが設置され、セブンイレブンキヨスクがある。

#### のりば
| のりば     | 路線                     | 方向 | 行先                   |
| ---------- | ------------------------ | ---- | ---------------------- |
| 1 （南口） | 山陽本線                 | 下り | 横川・宮島口・岩国方面 |
| 1 （南口） | 可部線                   | 下り | 横川・可部方面         |
| 2 （北口） | 山陽本線 （ 可部線含む） | 上り | 広島・三原方面         |

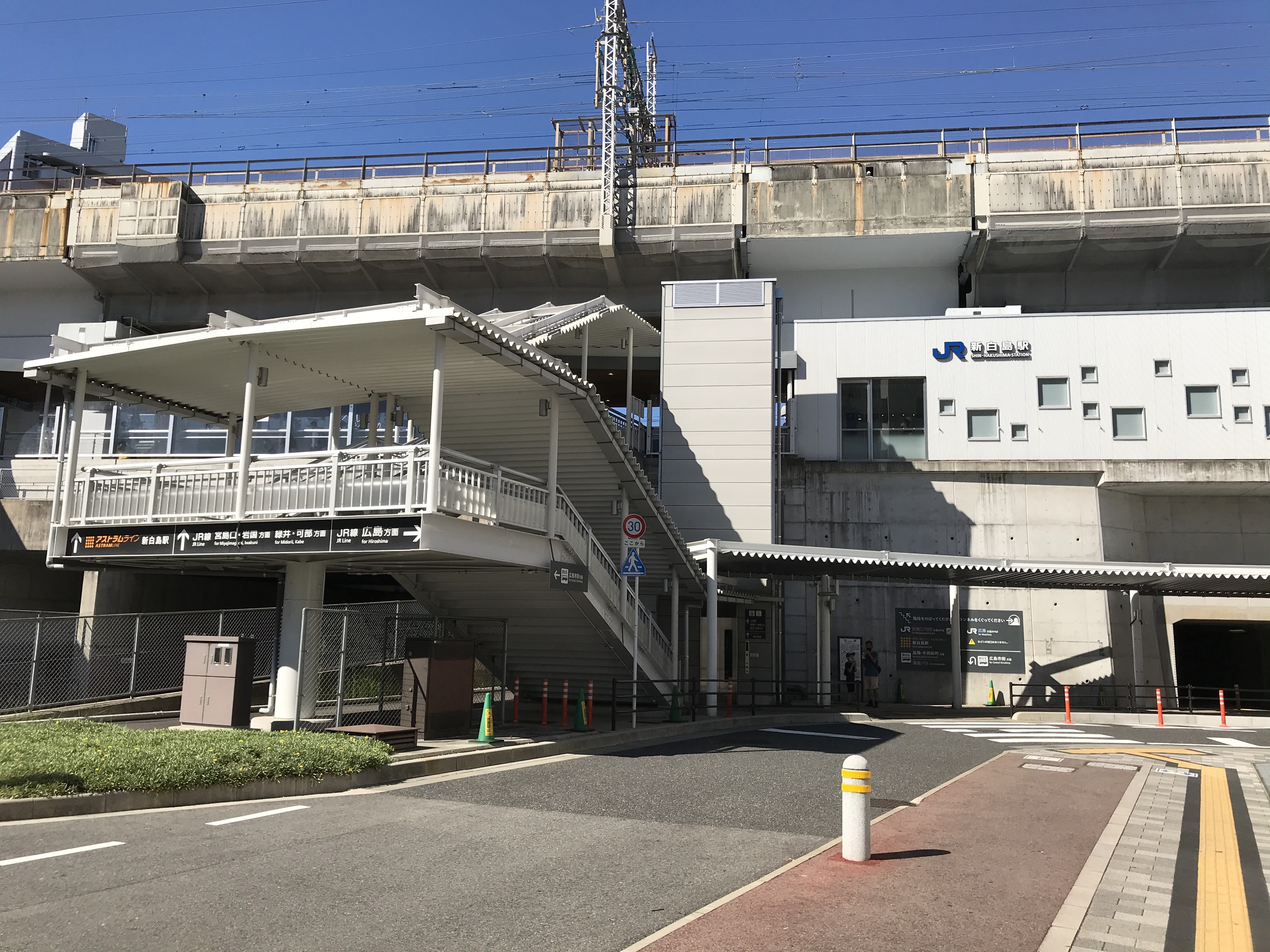
JR南口駅舎。駅舎下の通路は既存歩道ボックスを活用している[29]。
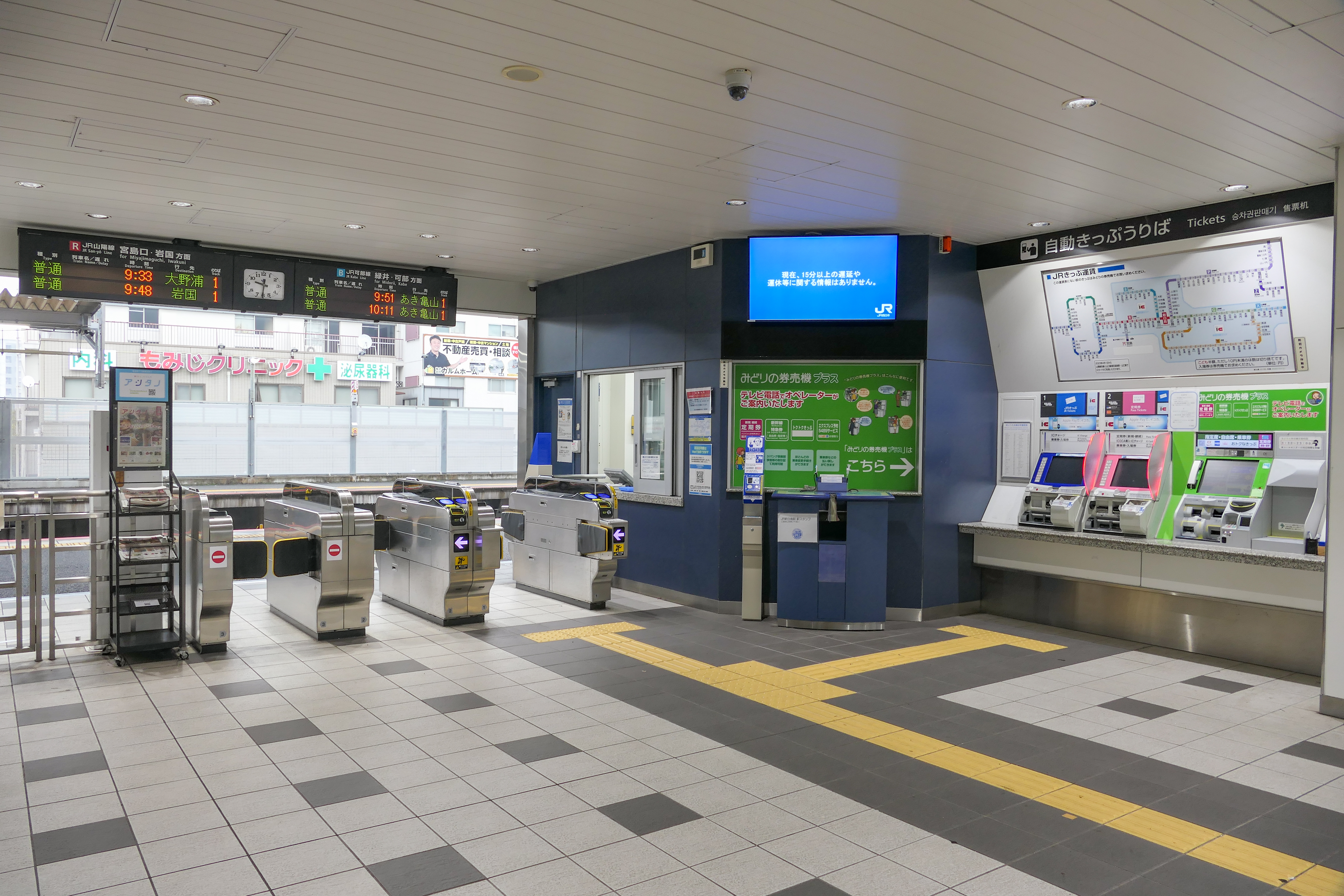
南改札口（2023年12月）
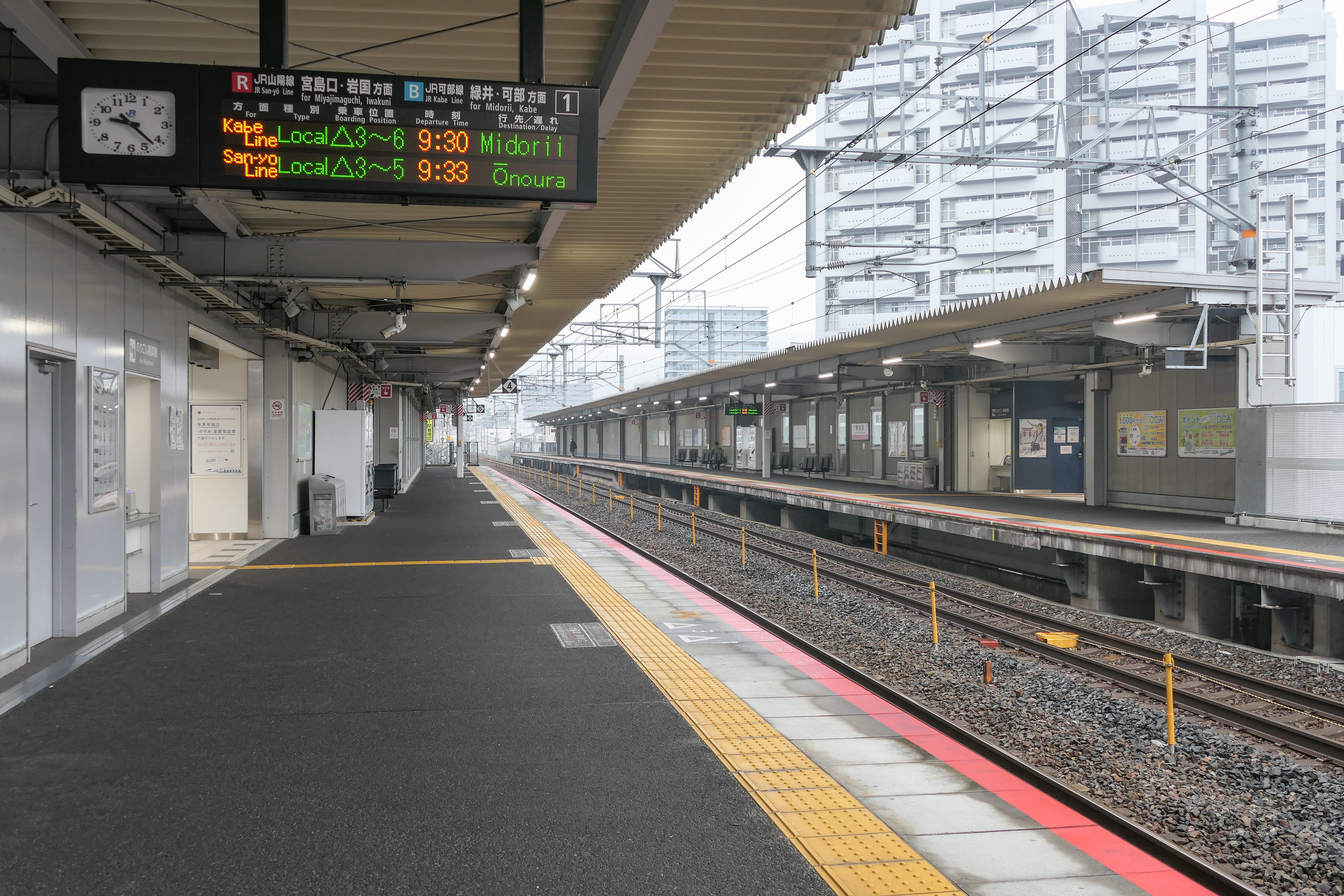
ホーム（2023年12月）

### 広島高速交通
アストラムライン側は島式ホーム1面2線 を有する半地下駅（掘割駅）。この場所は、路線建設時に駅建設には至らなかったものの、駅設置を見越して予め水平を確保してあった場所である。その先は城北駅に向かって更に地下に下る坂になっている。この水平部分の反対側の上り坂は山陽本線交点部を超えて高架駅である白島駅直前まで続いている。駅舎は地上にあり、プラットフォームは天井が地上構造物天井までの吹き抜けになっている。定期券発売駅。
既存の駅では7色のステーションカラーが順番に振り分けられたが、当駅開業後は一部を除いてステーションカラーの使用が取りやめられるか、便宜上既存の駅で使用されていない白色で表記されるようになった。新白島開業後のステーションカラーに関する取り扱いについては広島高速交通から公式に明言されていない。

#### のりば
| のりば | 路線              | 方向 | 行先           |
| ------ | ----------------- | ---- | -------------- |
| 1      | ■アストラムライン | 下り | 広域公園前方面 |
| 2      | ■アストラムライン | 上り | 本通方面       |

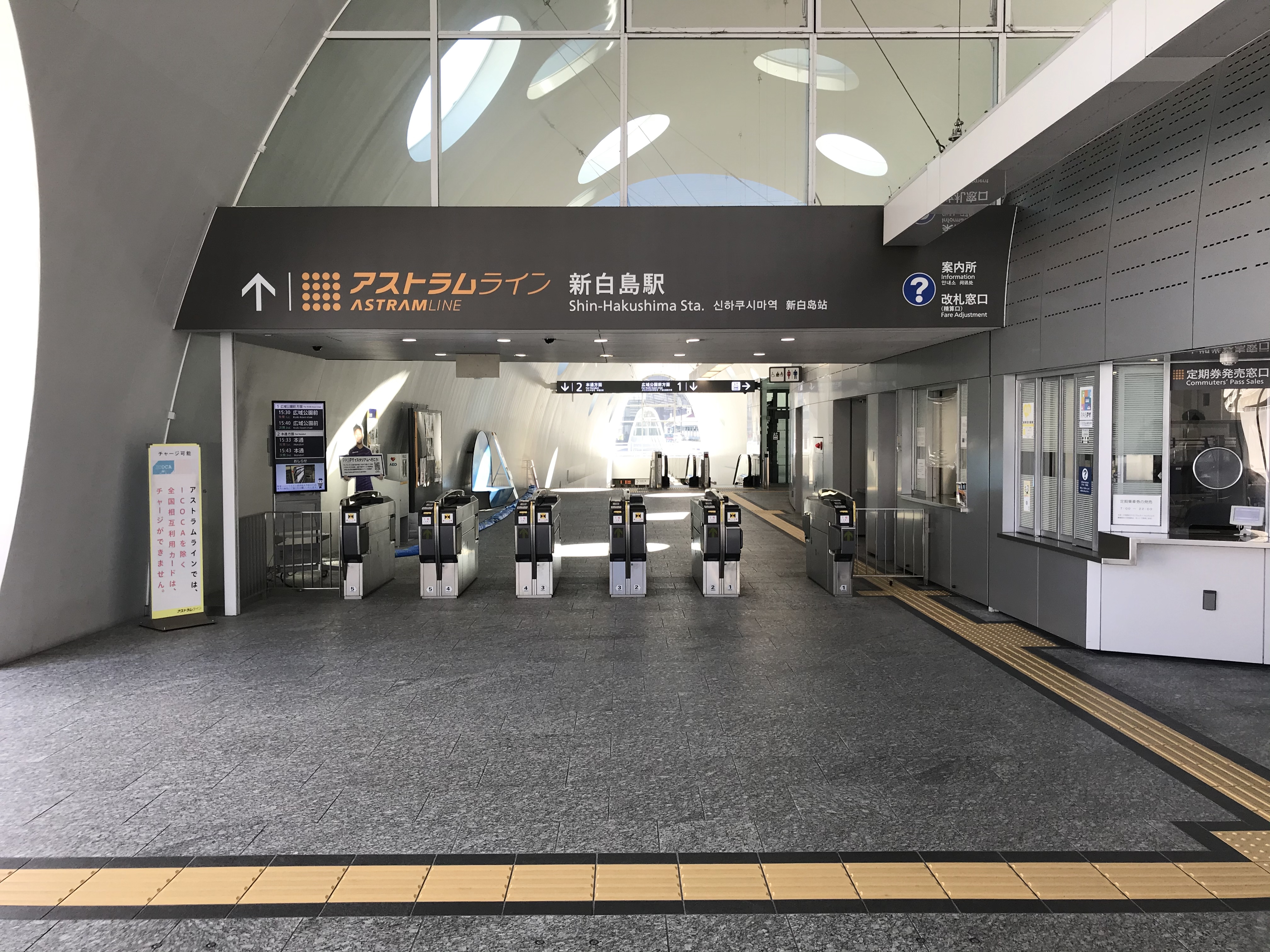
改札口（2020年8月）
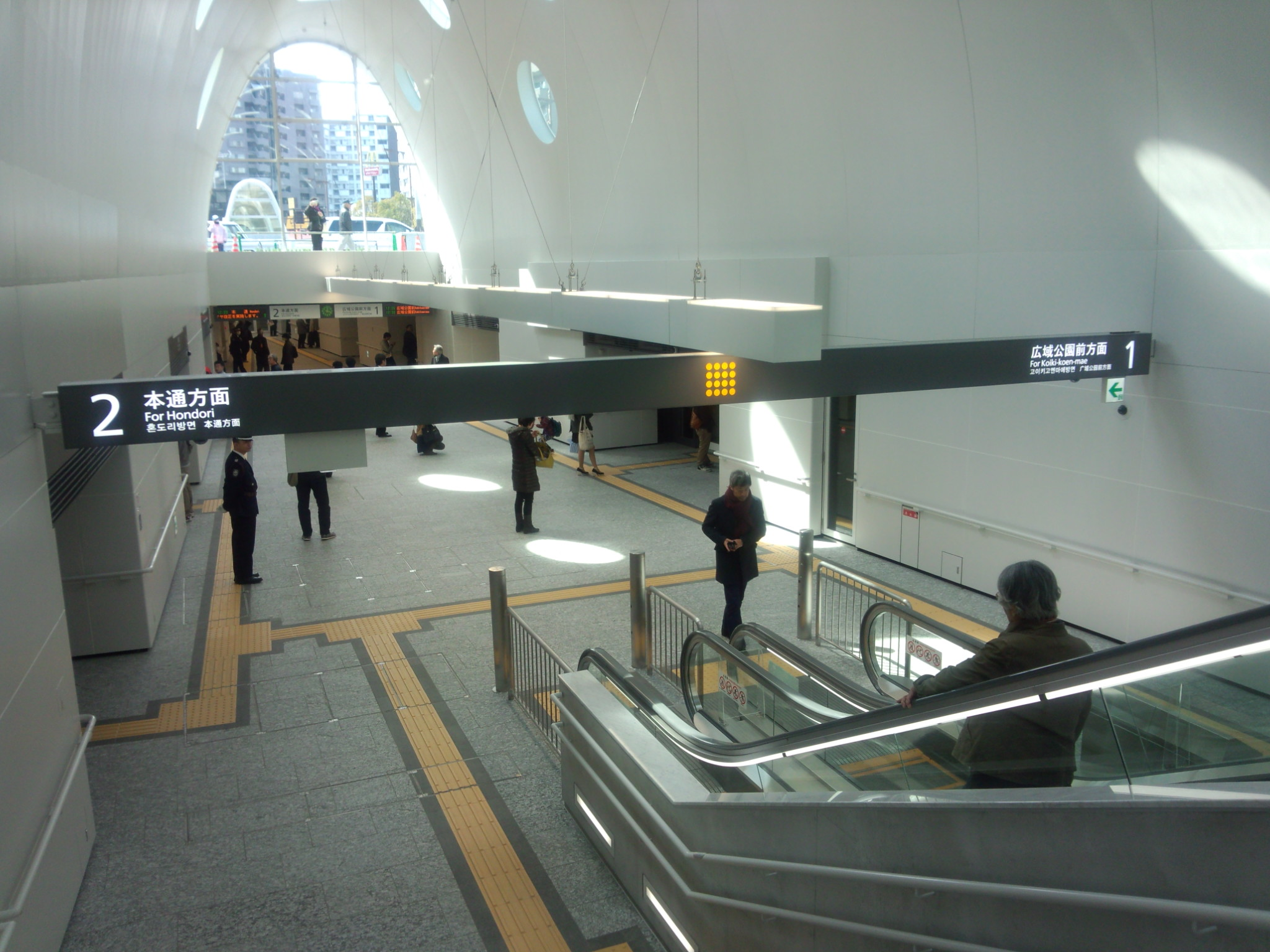
駅構内（2015年3月）
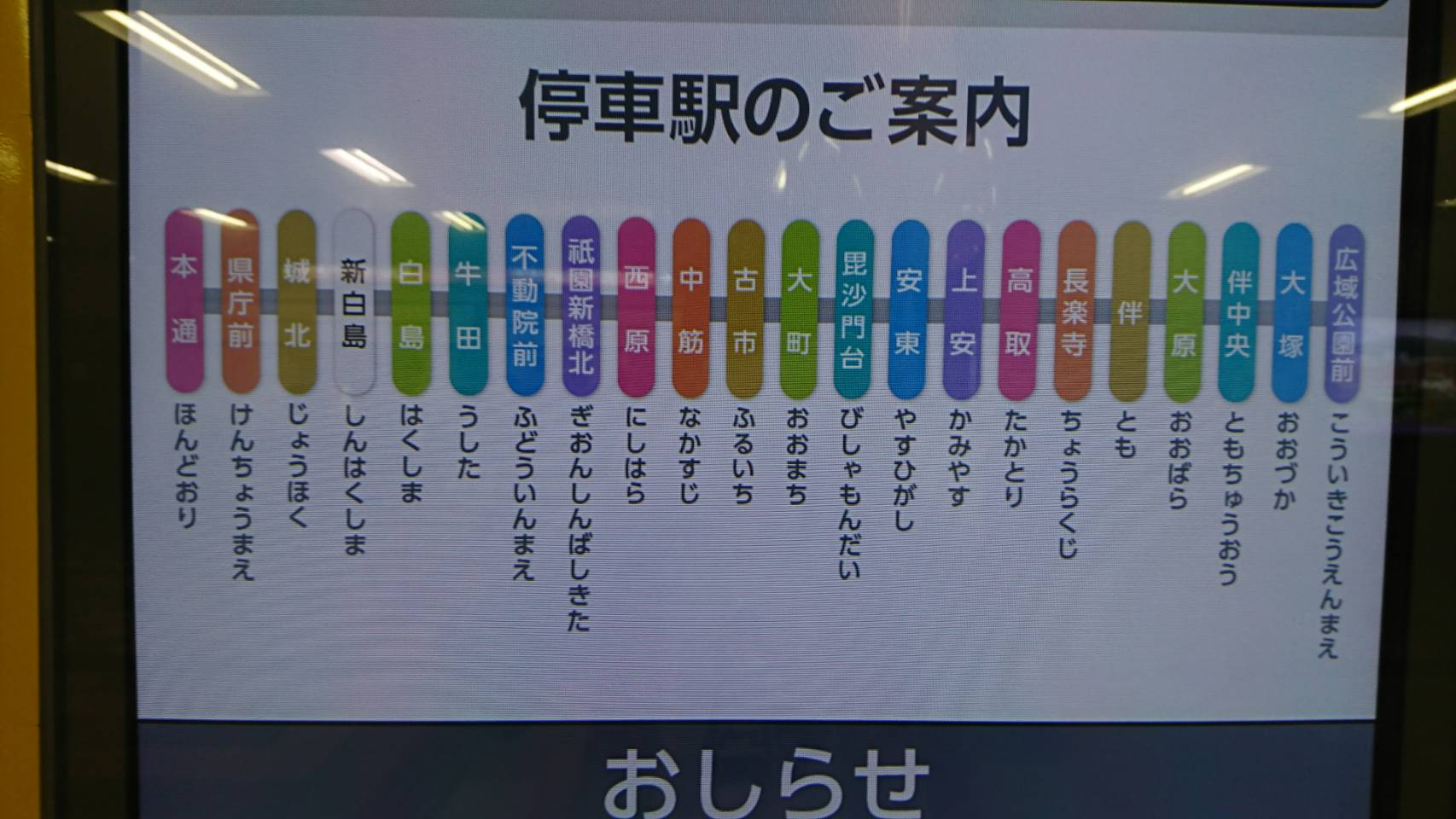
ステーションカラーが便宜上白色で表現されている例。新白島駅を除く各駅は、開業時に起点の本通駅から■桃色、■橙色、■黄色、■黄緑色、■緑色、■水色、■紫色、（以降繰り返し）の順番に定められたステーションカラーで色分けされており、白色で表現されているのは新白島駅のみである

## 利用状況
以下の情報は、広島市統計書に基づいたデータである。JRでは「1日平均乗車人員」を、アストラムラインでは「1年毎乗車総数」と「1年毎降車総数」の情報を公開している。アストラムの1日平均乗車人員データは、年度毎の乗車総数を365（開業年度の2014年度は実営業日数の18、閏年は366）で割った値を小数点2位を丸めて小数点1位の値にした物である。アストラムラインのデータは1,000で丸めて提供されているので、1年毎ではプラスマイナス500の誤差があり、1日当たりでは1.4人程度の誤差が発生する。
| 年度                | JR新白島         | アストラムライン新白島 | アストラムライン新白島 | アストラムライン新白島 |
| 年度                | 1日平均 乗車人員 | 1日平均 乗車人員       | 1年毎 乗車総数         | 1年毎 降車総数         |
| ------------------- | ---------------- | ---------------------- | ---------------------- | ---------------------- |
| 2014年（平成26年）  | 6,813            | 3,000.0                | 54,000                 | 54,000                 |
| 2015年（平成27年）  | 7,900            | 4,273.2                | 1,564,000              | 1,575,000              |
| 2016年（平成28年）  | 9,698            | 5,424.7                | 1,980,000              | 2,013,000              |
| 2017年（平成29年）  | 11,044           | 6,115.1                | 2,232,000              | 2,268,000              |
| 2018年（平成30年）  | 11,374           | 6,290.4                | 2,296,000              | 2,322,000              |
| 2019年（令和 元年） | 11,824           | 6,628.4                | 2,426,000              | 2,454,000              |
| 2020年（令和02年）  | 9,773            | 4,654.8                | 1,699,000              | 1,732,000              |
| 2021年（令和03年）  | 10,130           | 5,065.8                | 1,849,000              | 1,863,000              |
| 2022年（令和04年）  | 11,357           | 6,019.2                | 2,197,000              | 2,225,000              |

## 駅周辺
城北通り（広島県道84号東海田広島線）の北側、国道54号（祇園新道）沿いに位置する。
西隣に県営長寿園高層南アパート2号館があり、北アパート南側も最寄り駅になる（南アパート1号館は城北駅が最寄り、北アパート北側は白島駅が最寄りになる）。また、駅周辺は低層・高層の住宅が建ち並ぶ。
駅東側から白島電停（広島電鉄白島線・当駅からは約600メートル離れている）にかけての一帯は白島商店会のエリアに当たる。
- 白島キューガーデン
- 広島城
- 日本郵便中国支店
- 中国放送（RCC）
- 上野学園ホール
- 広島ホームテレビ
- 広島中央警察署基町交番
- 広島市立基町高等学校
- 広島市立白島小学校
- 広島市立基町小学校
- 安田女子中学校・高等学校・安田小学校
- 崇徳中学校・高等学校
- 広島市中央公園
  - 広島サッカースタジアム（エディオンピースウイング広島）
- フジ 白島店

## バス路線
アストラムライン駅舎付近に「新白島駅」停留所が駅開業と同時に新設され、祇園新道を経由する路線を運行する広島交通（深川線（30号線・33号線）・桐陽台線（72号線）・勝木線（73号線））・広島電鉄（広電バス）（12号線）・広島バス（30号線（高陽線））・JRバス中国（雲芸南線（30号線・33号線）） が同日から乗り入れ、一部の高速バスが停車する。
停車する路線は以下の通り。
| 西側のりば（北行、広島インターチェンジ方面）          | 西側のりば（北行、広島インターチェンジ方面） | 西側のりば（北行、広島インターチェンジ方面） |
| 運行事業者                                            | 愛称                                         | 行先                                         |
| ----------------------------------------------------- | -------------------------------------------- | -------------------------------------------- |
| 広交観光 神姫バス                                     | 神戸エクスプレス ハーバーライナー            | 神姫神戸三宮BT                               |
| 広交観光 中国JRバス 両備ホールディングス              | サンサンライナー                             | 岡山駅西口                                   |
| 広島交通 中国バス 鞆鉄道                              | ローズライナー                               | 福山駅                                       |
| 広島交通 中国バス 本四バス開発 因の島運輸             | フラワーライナー                             | 尾道駅 因島（土生港）                        |
| 広島交通 中国バス                                     | リードライナー                               | 府中（目崎車庫・道の駅びんご府中）           |
| 広島交通 中国バス                                     | ピースライナー                               | 世羅（甲山営業所・道の駅世羅） 上下駅 甲奴駅 |
| 広島電鉄 備北交通                                     | 三次・庄原線                                 | 三次駅 庄原BC                                |
| 防長交通                                              | 徳山線                                       | 徳山駅                                       |
| 東側のりば（南行、広島バスセンター方面） （降車専用） |                                              |                                              |

| 西側のりば（北行、高陽方面）             | 西側のりば（北行、高陽方面）                                                                                     | 西側のりば（北行、高陽方面）                                  |
| 運行事業者                               | 路線番号：行先                                                                                                   | 備考                                                          |
| ---------------------------------------- | --- | ------------------------------------------------------------- |
| 広電バス                                 | 12-3：（直行）桜ヶ丘・戸坂中学校・東浄小学校前                                                                   | 平日夕方ラッシュ時のみ運行                                    |
| 広島交通                                 | 30-2：高陽B団地 30-3：高陽C団地 30-6：深川台 30-7：桐陽台 30-8：大林車庫 72-7：（急行）桐陽台 73-2：（急行）勝木 | 「72-7」「73-2」は平日夕方ラッシュ時のみ運行                  |
| 広島交通 中国JRバス                      | 30-4：高陽A団地 33-4：（急行）高陽A団地 30-5：高陽車庫                                                           | 「33-4」は平日夕方ラッシュ時のみ運行                          |
| 中国JRバス                               | 30-15：高陽車庫 30-9：上深川                                                                                     |                                                               |
| 東側のりば（南行、広島バスセンター方面） | |                                                               |
| 運行事業者                               | 路線番号：行先                                                                                                   | 備考                                                          |
| 広電バス                                 | 12-2：（急行）仁保沖町 12-3：（直行）市役所・仁保沖町                                                            | 両系統共に平日朝ラッシュ時のみ運行                            |
| 広島バス                                 | 22-1：（急行）広島駅                                                                                             | 平日朝ラッシュ時のみ運行                                      |
| 広島交通 中国JRバス                      | 30K・35K：広島バスセンター 30G・35G：広島駅 33G・72G・73G：（急行）広島駅                                        | 「35K」「35G」「33G」「72G」「73G」は平日朝ラッシュ時のみ運行 |

## 隣の駅
西日本旅客鉄道（JR西日本）
 山陽本線・ 可部線（可部線は横川駅まで山陽本線）
■快速「シティライナー」（土休日のみ運転）
通過
■快速「通勤ライナー」（平日朝上りのみ運転）・■普通（呉線内で快速となる列車を含む）
広島駅 (JR-R01/JR-B01) - 新白島駅 (JR-R02/JR-B02) - 横川駅 (JR-R03/JR-B03)
広島高速交通
■広島新交通1号線（アストラムライン）
城北駅 - 新白島駅 - 白島駅

### 補足
1. ↑  写真左下側の通路は既存通路を活用[29]。